# 70 Virginis
70 Virginis är en gul stjärna i huvudserien i stjärnbilden Jungfrun. 70 Virginis har en visuell magnitud av +4,97 och ligger på ett avstånd av ungefär 59 ljusår.

## Exoplanet
Närvaron av en exoplanet vid stjärnan kungjordes i januari 1996. Upptäckten skedde med en 3-meters reflektor vid Lick-observatoriet som uppmätte radialhastigheter.
Planeten har en massa som är drygt sex gånger större än Jupiters, har en omloppstid på 117 dygn och fick beteckningen 70 Virginis b.
| Planet | Massa  | Halv storaxel (AE) | Siderisk omloppstid (d) | Excentricitet | Inklination | Radie |
| ------ | ------ | ------------------ | ----------------------- | ------------- | ----------- | ----- |
| b      | 6,6 MJ | 0,48               | 116,67±0,01             | 0,43          | –           | –     |